# Aslı Çakır Alptekin
Aslı Çakır Alptekin (Antalya, 20 augustus 1985) is een voormalig Turkse atlete, die gespecialiseerd was in de 1500 m en de 3000 m steeple. Ze werd olympisch kampioene en Europees kampioene in deze discipline, maar vanwege een dopingovertreding werden beide titels haar in 2015 ontnomen. Ze nam tweemaal deel aan de Olympische Spelen en won hierbij in totaal één medaille, die zij later dus weer moest inleveren.

## Biografie

### Begin atletiekloopbaan en schorsing
In het begin van haar sportcarrière blonk Alptekin met name uit op de 3000 m steeple. Haar internationale doorbraak beleefde ze in 2004. Ze nam toen deel aan de wereldkampioenschappen voor junioren op het onderdeel 3000 m steeple. In de series werd ze eerste en in de finale behaalde ze een zesde plaats.
In september 2004 werd ze voor twee jaar geschorst wegens het gebruik van doping. Bij haar was namelijk het verboden middel metenolon aangetroffen.

### Comeback
In 2006 maakte Alptekin haar comeback en begon zich toe te leggen op de 1500 m. Ze werd hierbij getraind door de atleet İhsan Alptekin, tevens haar latere echtgenoot. İhsan gaf zijn eigen atletiekcarrière op om haar te kunnen coachen. In 2011 traden ze in haar geboorteplaats Antalya in het huwelijk.

### Europees en olympisch kampioene
De samenwerking met haar man bleek vruchten af te werpen. In 2011 won ze een gouden medaille op de universiade in de Chinese stad Shenzhen. Het jaar erop begon ze met een bronzen medaille bij de wereldindoorkampioenschappen. Met een verbetering van het Turkse record tot 4.08,74 eindigde ze op een derde plaats. Ze werd hierbij alleen voorbij gelopen door de Ethiopische Genzebe Dibaba (goud; 4.05,78) en de Marokkaanse Mariem Alaoui Selsouli (zilver; 4.07,78). Hierna werd ze Europees kampioene op de 1500 m. Op de Olympische Spelen in Londen toonde ze opnieuw haar uitmuntende vorm door goud te winnen op de 1500 m. Met een tijd van 4.10,23 eindigde ze voor haar landgenote Gamze Bulut (zilver; 4.10,40) en de Bahreinse Maryam Jamal (brons; 4.10,74). Al deze resultaten werden nadien wegens dopinggebruik geschrapt.

### Tweede schorsing
Op 22 maart 2013 werd bekendgemaakt dat een achttal atleten, onder wie Çakır Alptekin, waren betrapt op het gebruik van verboden middelen. Indien de positieve test zou worden bevestigd, riskeerde de Turkse een levenslange schorsing. Op 3 december 2013 sprak de Turkse Atletiekfederatie haar vervolgens vrij van alle verdenkingen. Hiermee nam de IAAF geen genoegen, waarna deze beroep aantekende tegen de Turkse uitspraak bij het Hof van Arbitrage voor Sport (CAS). Op 17 augustus 2015 werd vervolgens bekendgemaakt, dat was besloten om  Çakır Alptekin haar gouden medailles te ontnemen die zij had veroverd op de 1500 m tijdens de Spelen in Londen en de EK in Helsinki in 2012. Aangezien Alptekin eerder in 2004 al was bestraft voor dopingmisbruik, werd de atlete bovendien voor acht jaar geschorst, dat wil zeggen dat zij tot 9 januari 2021 niet aan wedstrijden mag deelnemen. Bovendien werd besloten om alle door Alptekin behaalde resultaten vanaf 29 juli 2010 te schrappen.
Op 23 September 2017 is Alptekin levenslang geschorst vanwege een derde doping overtreding. "We are never, ever going to allow doping," aldus de chef van de “Turkish Athletics Federation”; Fatih Çintimar. 
Alptekin studeert lichamelijke oefening aan de Kütahya Dumlupınar University in Kütahya. Ze is aangesloten bij Uskudar Municipality Sports Club in Istanboel.

## Titels
- Olympisch kampioene 1500 m - 2012
- Europees kampioene 1500 m - 2012
- Universitair kampioene 1500 m - 2011

## Persoonlijke records
Outdoor
| Afstand        | Tijd    | Datum        | Plaats    |
| -------------- | ------- | ------------ | --------- |
| 800 m          | 2.03,09 | 30 juni 2010 | Izmir     |
| 1500 m         | 4.04,8  | 29 juni 2010 | Izmir     |
| 3000 m steeple | 9.36,01 | 13 juni 2009 | Istanboel |

## Palmares

### 1500 m
- 2010: 5e EK - 4.02,17
- 2010: 5e IAAF/VTB Bank Continental Cup - 4.22,43
- 2011:  universiade - 4.05,56
- 2011: 9e in ½ fin. WK - 4.11,52
- 2012:  WK indoor - 4.08,74 (NR)
- 2012:  EK - 4.05,31
- 2012:  OS - 4.10,23

### 3000 m steeple
- 2004: 6e WJK - 10.08,87
- 2008: 14e in serie OS - 10.05,76
- 2009: 13e in serie WK - 10.06,64

### veldlopen
- 2003: 55e WK voor junioren - 24.05